# Juan Alonzo
Juan Alonzo (L'Avana, 24 giugno 1911 – ...) è stato un calciatore cubano, di ruolo attaccante.

## Carriera
Partecipò al Mondiale del 1938 con la Nazionale cubana.